# حسن مصیبی
حسن مصیبی (زاده ۱۳۱۲ - درگذشته ۱۳۷۹) تدوین‌گر و آهنگساز فیلم اهل ایران بود. وی برادر مهدی مصیبی (تهیه‌کننده) است.

## تهیه‌کننده
- احمد چوپان (۱۳۵۱)

## آهنگساز
- پرستش (۱۳۵۷)
- تشنه باران (۱۳۵۷)
- کلام حق (۱۳۵۶)
- پاپوش (۱۳۵۲)
- هفت دلاور (۱۳۵۲)
- پخمه (۱۳۵۱)
- توبه (۱۳۵۱)
- فرار از زندگی (۱۳۵۱)
- بده در راه خدا (۱۳۵۰)
- دنیای پول (۱۳۴۴)
- دزد شهر (۱۳۴۳)
- گل‌های گیلان (۱۳۴۳)
- جدال به خاطر عشق (۱۳۴۲)